# Bismarckturm (Langenberg)
Der Bismarckturm auf dem Hordtberg im Stadtteil Langenberg von Velbert wurde am 1. April 1906 eingeweiht und ist 28,4 m hoch.

## Geschichte

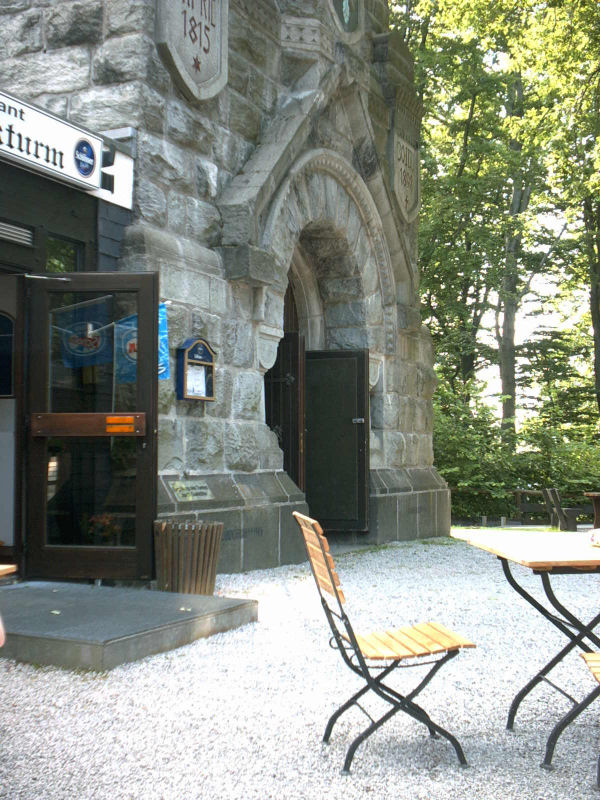
Bismarckturm Langenberg

Die Errichtung eines Bismarckturms war im Jahre 1902 vom Verschönerungs-Verein zu Langenberg / Rheinland unter Vorsitz des Seidenfabrikanten Lucas Colsman angeregt worden. Der Entwurf des Turms stammte vom Architekten Arno Eugen Fritsche in Elberfeld. Als Baumaterial wurden Ziegel und Phonolith verwendet.
Am Fuß des Turms wurde später eine Gaststätte errichtet, über die das Treppenhaus des Turms betreten werden kann.
Unweit entfernt befindet sich der Rundfunksender Langenberg, dessen Ursprünge auf das Jahr 1925 zurück reichen.
Im Zweiten Weltkrieg nutzte die Wehrmacht den Bismarckturm als Funkstation, da der Turm sehr hoch gelegen ist, um die Radiowellen gut zu verteilen. Um eine ausreichende Kommunikation für die Truppen zu unterbinden, nahm die damalige 9. Division der US-amerikanischen Armee den Turm ein und nutzte ihn für eigene Zwecke.